# Jugoszláv Királyság
A Jugoszláv Királyság (szerbül, horvátul, szlovénül, bosnyákul Kraljevina Jugoslavija, macedónul Кралство Југославија) egy délkelet-európai többnemzetiségű állam volt a Balkán-félszigeten, a két világháború között. 1918-ban jött létre a Szerb Királyság és a Szlovén–Horvát–Szerb Állam egyesülésével. Az első tizenegy évben a Szerb-Horvát-Szlovén Királyság nevet viselte, ám 1929. október 3-án I. Sándor király Jugoszláv Királyságra, azaz „Délszláv Királyságra” változtatta az ország hivatalos nevét.
Az ország uralkodói a korábbi szerb királyi családból, a Karađorđević-házból kerültek ki. Elsőként I. Péter uralkodott 1921-es haláláig. Őt fia, I. Sándor követte, aki már apja idejében régensként kormányzott. Sándor 1934-es franciaországi látogatása során merénylet áldozata lett. A korona fiára, Péterre szállt, aki ekkor 11 éves volt. Kiskorúsága miatt nagybátyja, Pál herceg kormányzott helyette. 1941-ben a németbarát politikát folytató régenst puccsal eltávolították, és Péter vette át a hatalmat. Uralkodása azonban rövid ideig tartott, a tengelyhatalmak ugyanis még abban az áprilisban megszállták és feldarabolták az országot. II. Péter és a kormány emigrációba kényszerült, 1945-ben pedig lemondott a trónról.
Az ország eltérő nemzetiségű, nyelvű, vallású, kultúrájú, jogrendszerű területekből állt össze, de még szembetűnőbb volt a régiók közti gazdasági különbség. Ezek miatt a különböző etnikai közösségek folyamatosan szemben álltak egymással. Ez a szembenállás jellemezte az ország politikai, kulturális és gazdasági viszonyait teljes fennállása során.

## Története

### Megalakulása
A pánszlávizmus 19. században népszerűvé váló ideológiája azt hirdette, hogy a szláv népeknek egyetlen országban kell élniük. A világháború végén széthulló Osztrák–Magyar Monarchia délszláv nemzetiségei ezért nem önállósodni akartak, hanem közös országban egyesülni. Szerbia hadserege az 1915-ös megsemmisülés után újjáalakult Görögországban, az antant ellátta fegyverekkel, és részt vett az 1918-as végső balkáni offenzívában. A Szerb Királyság az antant oldalán végül győztesként került ki a világháborúból, a szerb hadsereg részt vett Magyarország déli részének megszállásában. A Monarchiából kiváló nemzetiségek közül tehát a térségben csak a szerbeknek volt „anyaországa” és ezzel együtt önálló nemzeti hadserege. A szerbek az új államban domináns szerepet játszhattak a már akkor is fejlettebb körülmények között élő szlovén és horvát népcsoporttal szemben. Az antant az új délszláv állam vezetőjének tette meg a szerb politikai elitet. (A horvátok később megelégelték az alávetettséget, és a II. világháborúban az első adandó alkalommal önálló államot hoztak létre.)
1918. október 28-án, az első világháború végén nagyjából az osztrák Krain tartomány, Dél-Stájerország, valamint az addig a történelmi Magyarországhoz tartozó Muravidék területei Szlovénia néven függetlenné váltak, hasonlóan Horvát-Szlavónország Dalmáciával együtt elszakadt a Magyar Királyságtól. 1918. október 29-én az új Szlovénia, Horvátországgal közösen megalakította a Szlovén–Horvát–Szerb Államot, amely 1918. december 1-jén egyesült a Szerb Királysággal, s így jött létre a Szerb-Horvát-Szlovén Királyság.

### A Szerb-Horvát-Szlovén Királyság korszaka
A parlamentarizmus nem hozott stabilitást (1921 és 1929 között 23 kisebb-nagyobb kormányváltoztatás történt). A parlamentarizmus nyolc éve alatt felhalmozódtak az indulatok, amelyek a meg nem kötött kompromisszumok következtében és a hatékony alkufolyamatok híján tragédiába vezettek. 1928. június 20-án Puniša Račić montenegrói radikális képviselő sértődöttsége miatt pisztolyával vett elégtételt, lelőve a horvát Radić fivéreket és még egy vezetőt a HPP-ből. A délszláv állam első nyolc éve lerombolta azt az illúziót, hogy a közös szláv gyökerek elsimíthatják az érdekellentéteket. A parlamenti acsarkodások arról győzhették meg a különböző erőket, – többek között az ekkoriban illegalitásból figyelő kommunistákat, – hogy nincs élet a közös államban. Erre I. Sándor felfüggesztette a törvényhozást és bevezette a királyi diktatúrát.

### A Jugoszláv Királyság korszaka, a királyi diktatúra
Mivel a király a szerb-horvát-szlovén elkülönülésben látta országának fő gondját, és mivel a délszláv népek közötti „legkisebb közös többszörös” a délszláv (jugoslav) összetartozás lehetett volna, 1929. január 6-án Sándor király bevezette a diktatúrát, ami a korszak Európájában nem volt szokatlan. Országának új nevet (Jugoslavija) adott és addig soha nem látott területi felosztást hozott létre. A diktátorok általában a rend őreiként léptek színre, ezt tette Sándor király is, aki mindvégig hinni akart a délszláv államban, és úgy vélte, minden alattvalója javára cselekszik. Az ország nevét Jugoszláviára változtatta, ezzel azt próbálta kiemelni, hogy a szerbek, horvátok, szlovének egy nemzet. Ezzel párhuzamosan betiltotta a széthúzó nemzeti megnyilvánulásokat.

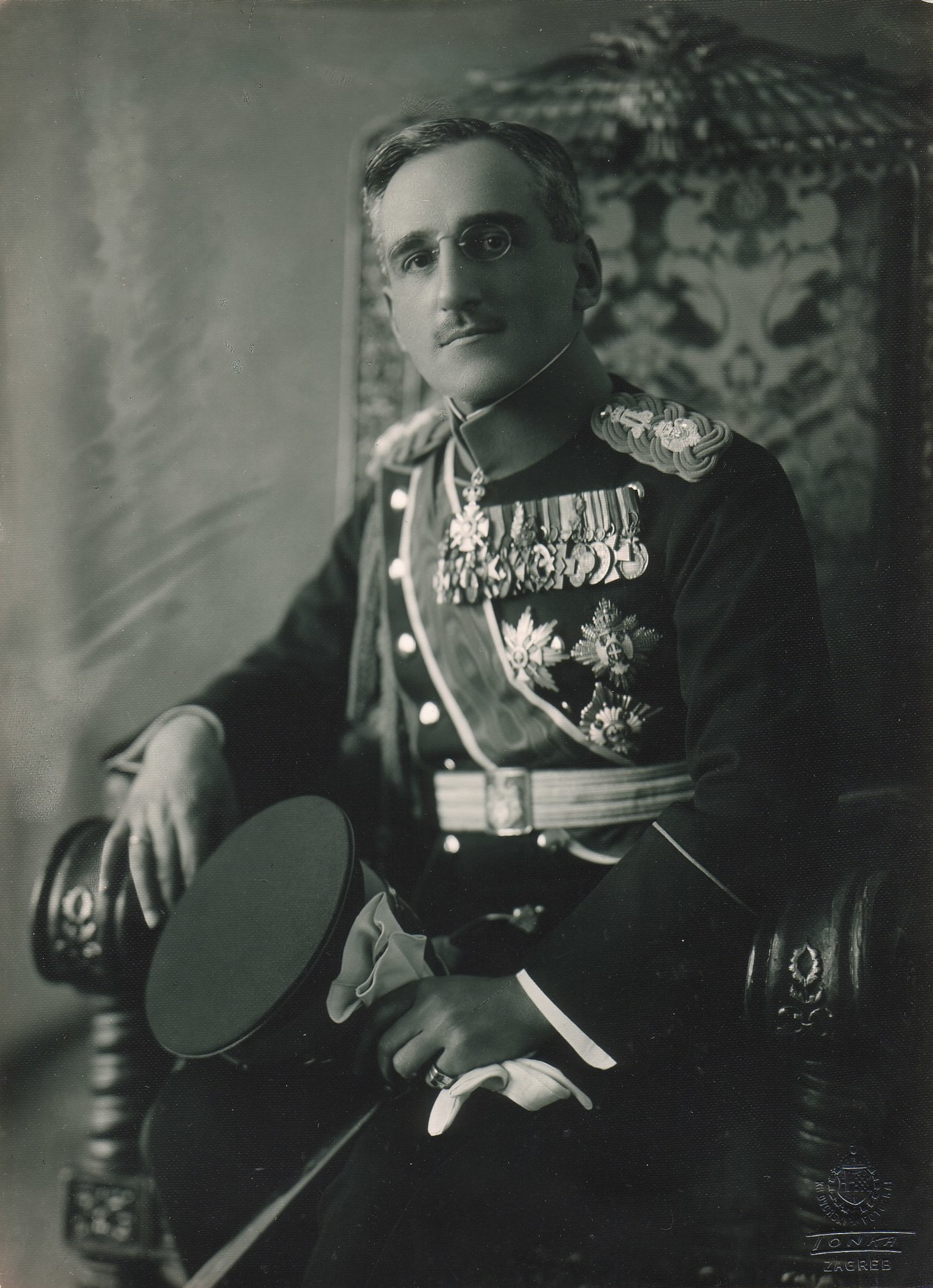
I. Sándor jugoszláv király

Az országot 9 bánságra osztotta, Belgrád pedig külön közigazgatási egység lett.
- Drávai (központja Ljubljana)
- Drinai (központja Szarajevó)
- Dunai (központja Újvidék)
- Moravai (központja Niš)
- Szávai (központja Zágráb)
- Tengerparti (központja Split)
- Vardári (központja Szkopje)
- Vrbasi (központja Banja Luka)
- Zetai (központja Cetinje)
- Belgrád, Zemun (Zimony) és Pančevo (Pancsova) önálló közigazgatási egység
- 1939-ben a Tengermelléki és a Szávai bánságból létrehozták a Horvát bánságot.

A horvátországi politikai erők elutasították a király terveit, diktatúráját és az ország új nevét is, mivel mindebben nem a nacionalizmusok megszűnését, hanem a nagyszerb eszme megvalósulását látták. A szélsőséges körök terrorizmussal reagáltak. Az usztasák 1932-re lázadást szerveztek. A szlovének is egyre inkább ellenálltak a központi szerb hatalomnak, noha mindvégig szalonképes módszerekkel. 1932 decemberében a Szlovén Néppárt az autonómia mellett lépett fel. Egyes szerb politikusok is felléptek a diktatúra ellen. A horvátországi szerb Svetozar Pribićević a filippikák szellemében írta meg önéletrajzát, de egyes belgrádi politikusok (radikálisok és demokraták) is negatívan nyilatkoztak az új rendről.
1931. szeptember 3-án a király a nyugati szövetségesek nyomására alkotmányt adományozott az országnak, („oktrojált alkotmány”), amely senkit sem elégített ki, mert csak a diktatúrát palástolta. A világgazdasági válság, a gazdaság struktúrája miatt Jugoszláviát fáziseltolódással rázta meg. 1931-re mélyült el, és kiút még sokáig nem mutatkozott. Az 1930-as évektől a kisantant és a francia kapcsolatok értéke egyre kétesebbé vált a belgrádi kormányzat számára. A körülmények alakulása és a harmincas évek légköre Jugoszláviát elbizonytalanította és Németország felé taszította.

A Jugoszláv Királyság tengerészeti zászlaja

1934. október 9-én a király és Louis Barthou francia külügyminiszter Marseille-ben merénylet áldozata lett. A merényletet horvát usztasák és a VMRO (Macedón Forradalmi Szervezet) követték el, abban a reményben, hogy ez az ország felbomlásához vezet. Az új király, II. Péter még gyerek volt, 11 éves. Az országot Pál herceg vezetésével a régenstanács kormányozta. Dragiša Cvetković kormányfő gazdasági megfontolásból is egyezséget keresett a horvátokkal, a külpolitikában pedig tovább közeledett a tengelyhez.
1939. augusztus 26-án a kormányfő és Vladko Maček egyezményt kötött a szerb–horvát kiegyezésről. Minderre három nappal a Molotov–Ribbentrop-paktum után és hat nappal Lengyelország megtámadása előtt került sor. A Németországhoz fűződő kapcsolatok csúcspontja az 1941. március 25-i csatlakozási szerződés aláírása volt. Pál régens ezzel túlfeszítette a húrt, s a katonatisztek egy része puccsot hajtott végre. A jugoszláv történetírás még ma is küzd a március 27-i események értelmezésével. Annyi azonban bizonyos, hogy a diktatúra 12 éve alatt sem sikerült választ adni a felmerülő kihívásokra. A háborúban pedig elszabadultak az indulatok.

### Az állam megszűnése

#### Világháborús összeomlás
A második világháború során az ország külső katonai agresszió áldozata lett. 1941. április 6-án a náci Németország megtámadta, mivel az államcsíny következtében számára kedvezőtlen helyzet állt elő, és mivel a Balkán félszigeten nem látta biztosítva érdekeit, nem volt biztosítva az összeköttetés Görögországgal, ahol a vereségeket szenvedő olasz csapatok miatt súlyos helyzet állt elő. Reggel 5:15-kor német, olasz, és bolgár csapatok támadták meg Jugoszláviát. A német légierő egy héten át bombázta Belgrádot és más nagy jugoszláv városokat. A királyi hadsereg április 17-én kapitulált. A kormány Kairóba, majd Londonba menekült.

#### Az ország felosztása
A tengelyhatalmak hamar elfoglalták Jugoszlávia területét, majd feldarabolták azt. Az államot részben feldarabolták, részben területeit elcsatolták, részben annektálták.

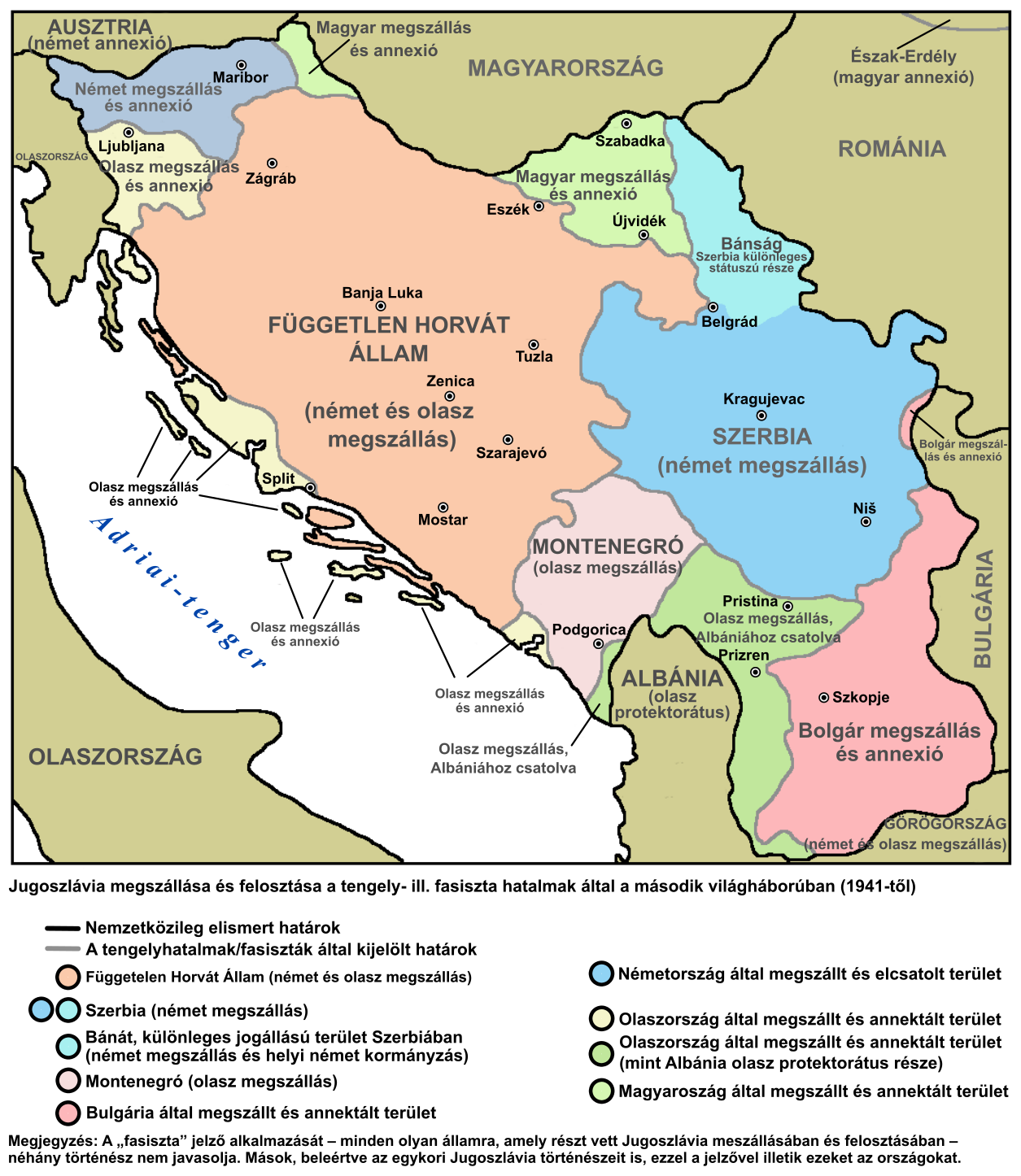
Jugoszlávia megszállása 1941–45 között

- Az ún. Független Horvát Állam (Nezavisna Država Hrvatska) volt az ország legnagyobb egyben maradt területe. Ez az államalakulat magában foglalta az egykori Horvát Bánság legnagyobb részét, Boszniát, valamint Szerémséget. Ez az állam csak nevében volt független, valójában az egyik részében Olaszország a másikban Németország szervezte meg a közigazgatást. Ezen két ország, és egyben saját uralmi érdeke szerint a zsidóság és szerbek ellen irtóhadjáratot folytatott.
- A Nedić-féle Szerbia bábállam volt. Elvben részét képezte a Bánság is, de az gyakorlatilag német fennhatóság alatt volt. Ebben az államalakulatban is kiirtották a zsidókat, de polgárháború is kezdődött, mégpedig hárompólusú: a királypártiak, a nácik kiszolgálói valamint a kommunisták/partizánok között.
- Montenegró elvben külön kormányzóság volt, de az olaszok gyakorolták ott a hatalmat.

Elcsatolt területek:
- Olaszország magához csatolta Szlovénia délnyugati részét, Dalmácia jelentős részét a szigetekkel Split, Šibenik, Zára, a Kotori-öblöt és környékét.
- Szlovénia északi és középső részét beolvasztották a Harmadik Birodalomba.
- Magyarország visszakapta a Bácskát, a Baranya-háromszöget és a Muravidéket.
- Bulgária irányítása alá vonta az első világháború ban elvesztett Macedónia tartományt, valamint Szerbia délkeleti részét.
- Ezen kívül az olaszok létrehozták Nagy-Albániát, ehhez csatolták Koszovó déli részét, Nyugat-Macedóniát, és Montenegró délkeleti részét, valamint Montenegró délnyugati részét a Skhodrai/Skadari-tó környékét. Az így létrejött államalakulat teljes olasz befolyás alatt működött.

A Jugoszlávia területéből létrehozott államalakulatok nem voltak sem szuverének, sem működőképesek. Az elcsatolt területek sorsa az adott államalakulatoktól függtek, de a háború idején nem volt mód arra, hogy szervesen beilleszkedjenek az őket megszerző államalakulatokba.

#### Partizántevékenység
A partizánok időről időre létrehoztak szabad területeket, annál is inkább mivel a megszállók főleg a városokra és az útvonalak biztosítására koncentráltak. Az első szabad terület az Uzsicei Köztársaság volt, amely rövid ideig állt fenn, tartósabb sikereket majd csak Olaszország kapitulációja (1943 szeptembere) után sikerül kialakítani. 1944 végétől az ország nagyobb része a partizánok fennhatósága alá kerül, és a megszállók kiűzése egyben az ország újraegyesítését és új területek megszerzését is jelentette. Eközben a partizánok tömeges gaztetteket követnek el, ideológiai és nemzeti alapon gyilkolnak meg civileket és áldozataikat összemossák a megszálló rendszer kiszolgálóival és az akkor elkövetett gaztettek végrehajtóival.
A partizánok 1944 végén már szuverén módon cselekedtek, és megszervezték a közigazgatást az általuk ellenőrzött területeken. Ezeknek a kiszélesítése folyt. Az utolsó ellenállás a hivatalos jugoszláv történetírás szerint 1945. május 15-én szűnt meg. Valójában a partizánok ellenfelei még a következő évben is erdőkben bujkáltak.

## A Jugoszláv Királyság problémái

### Soknemzetiségű állam
A Szerb–Horvát–Szlovén Királyság viszonylag nagy ország volt, területe 248 666 négyzetkilométer lett. Az 1921-es népszámlálás szerint a 12 055 715 lakosú ország lakosságának 39%-a volt szerb, 23,9% horvát és 8,5% szlovén, tehát a „nem államalkotók” aránya igen magas volt. Határait a Párizs környékén aláírt békeszerződések szentesítették. A nagyhatalmak érdeke egy közepes nagyságú délszláv államot kívánt meg. Ahhoz, hogy létezése stabil legyen szükség volt egy belső és egy külső konszenzusra. A természeti, kulturális, és társadalmi viszonyok különbözőségén túl a gazdasági fejlettség egyenetlensége is rontott a helyzeten.

Jugoszláv királyság, 1936

A délszláv állam egész léte alatt strukturális problémákkal küzdött. A megalakulás nem volt az alkotóelemek szerves fejlődésének eredménye. Nagyjából ugyanannyi érv sorakoztatható fel mellette, mint ellene.
A kor legfontosabb politikai pártjai a szerb nemzeti radikálisok és a demokraták voltak. Mindkét párt centrista volt. Ezeken kívül megemlítendő a Horvát Republikánus Parasztpárt (HRSS, elnöke Stjepan Radić), a Szlovén Polgári Párt (SLS, elnöke Anton Korošec), és a Jugoszláv Muszlimok Társasága (JMO).
Az ország problémái a következőkben összegezhetők:
- Az ország nagy részén működő patriarchális nagycsalád (zadruga) modellje sem alakulhatott át korszerű gazdasággá. Infrastrukturális elmaradottságból feszültség származott.[9] A külföldi tőke igen erőteljesen törekedett hasznának maximalizálására, és ebben a helyi gazdasági elit támogatta őket, míg a széles néprétegek egyre elégedetlenebbek lettek.
- A liberális hagyomány, a technokrata államszervező szemléletmód hiánya, valamint a keleti despotizmus praxisából is feszültségek adódtak.[10]
- A viselkedési formák és a kulturális sémák jelentős különbségei szintén rontottak a helyzeten. A politikai életben sem volt hagyománya az érvek és az ellenérvek kulturált ütköztetésének. A létrejövő rendszerben nem mehettek végbe azok az alkufolyamatok, amelyek modus vivendit eredményeztek volna a különböző opciók számára.[11]
- A hatalom nyílt vagy bújtatott erőszakhoz folyamodott. Időnként elszabadultak és mozgásba lendültek az egymásnak feszülő indulatok, mivel a délszláv állam problémakezelésében a hatalmi szó és az erőszak volt az elsődlegesen használt módszer. A rendszer így csak addig működhetett, amíg ereje volt. A politikai elit nem is igyekezett más alapra helyezni működését. Ennek tudható be a különböző nemzeti radikalizmusok, de a kommunista radikalizmus térnyerése is.
- Az új államban sietősen megvalósított pénzrendszer és a közigazgatás igazságtalan és diszkriminatív adórendszeren nyugodott. (Szlovéniában és a Vajdaságban sokkal nagyobbak voltak az adók.)
- Az agrárreform is igazságtalan lett, és nem is vitték véghez teljes egészében, így nagy ellenszenv alakult ki azok körében, akik nem részesültek belőle.[12]
- Az üzleti élet központja Belgrád lett, ebben a más nemzetiségű üzletemberek fenyegetést, egyenlőtlenséget véltek látni. A korrupció nagy volt országszerte (azaz nemcsak Belgrádban)
- Nacionalista elvakultság jelentkezett minden oldalról. (Ez elsősorban a szerbek és horvátok között volt látványos, de korántsem egyedi.)
- A sok igazságtalanság teret adott az osztály alapú elvakultságnak és radikalizmusnak (kommunizmus).
- A parlament működése a választói rendszer miatti torzítás miatt nem tudta követni a valós igényeket. Az új államban a szerbek csak relatív többségben voltak. Mégis a választási rendszer torzítása folytán minden lényeges kérdés a szerb pártok ízlése szerint dőlt el. A más kérdésekben meglehetősen eltérő elképzeléseket valló szerb pártok a centralizmusban egyetértettek, amit azonban a horvátok nem tudtak elfogadni. A centralizmus és decentralizáció kérdésében sem jutottak egyezségre. A köztársaság, vagy királyság kérdése is borzolta a kedélyeket. A Szent Vitus napi alkotmányt a „nemszerb” ellenzék nem tudta elfogadni. A horvát autonómia-törekvéseket meghiúsították. Egy egész közösség, a horvát nép, ellenzéknek érezhette magát. Az általános frusztrációnak és a düh felhalmozódásának szerepe lehetett a horvátok Jugoszlávia ellen fordíthatóságában. Megjelentek az extrém és terrorista csoportok.

Mind a parlamenti demokrácia, mind a diktatúra zsákutcába vezette az országot.

### A külpolitikai tényezők
A Versailles-i békerendszer a kapkodás jeleit viselte magán, és téves előfeltételezéseken alapult. Az USA nem támogatta. Mint később kiderült, Németországot nem lehetett általa megfékezni és tartósan másodrangú állammá degradálni, és kelet felől a kis nemzetállamok megalakításával sem lehetett féken tartani. A királyi Jugoszlávia rengeteg bajjal küszködött. Nemzeti, szociális, regionális, gazdasági, a politikusok személyiségéből fakadó bajok voltak ezek. Az ország minden tekintetben egyenetlen volt, ami feszültségeket okozott. A feszültségek szinte már a megalakulás pillanatában felmerültek. Ráadásul a békerendszer nem tudott tartósan fennmaradni, s ez megnehezítette a délszláv állam nemzetközi helyzetét is. A szomszéd államok vitatták határait, a nagyhatalmak viselkedése pedig az idő múlásával egyre kevésbé felelt meg az országnak.
- Olaszország Dalmácia státusát vitatta.
- Ausztria nem tekintette véglegesnek a határokat.
- Magyarország sem fogadta el a határokat.[13] Magyarország kapcsolatai viszonylag jók voltak a délszláv állammal, mert kevesebb sérelem érte tőle, mint a többi utódállamtól. De mihelyt Magyarország szorosabb kapcsolatra lépett Olaszországgal, a kapcsolatok elhidegültek.[14]
- Románia a Bánság hovatartozását vitatta. Szerbia keleti részén jelentős román kisebbség élt (amelynek nyelve azonban jelentősen különbözött az irodalmi romántól).
- Bulgária és Görögország Macedónia státusát kérdőjelezte meg. Bulgária egyébként is Szerbia hagyományos vetélytársa volt, ráadásul Szerbia délkeleti részén jelentős bolgár kisebbség élt.
- Az Albániával létrejött határok is vitathatóak voltak, noha Albánia ekkoriban nem volt jelentős tényező.

A nagyhatalmak szerencsétlenül nyúltak a térség problémáihoz:
- Franciaország számára idővel Olaszország lett a fontosabb partner.
- A francia és a brit külpolitika a nagy gazdasági válság következtében elvesztette érdeklődését a térség iránt.
- Végül Jugoszlávia kénytelen volt felülvizsgálni külpolitikáját, és a kisantantot gyengítve, a Berlin–Róma tengelyhez közeledett.[15]

A területi kérdésekben rejlő romboló energia 1941-ben csillapítatlanul juthatott kifejezésre. A délszláv államot belső problémái, a szomszédság-politikában rejlő feszültségek és a nemzetközi küzdőtér változó erőterei szétszaggatták.

## Jugoszláv uralkodók és miniszterelnökök
Az ország királyai
- I. Péter, (1918–1921)
- I. Sándor, (1921–1934)
- II. Péter, (1934–1945)

Az ország régensei
- Sándor régensherceg (1918–1921)
- Pál régensherceg (1934–1941)

Az ország miniszterelnökei
- Stojan Protić (1918–1919)
- Ljubomir Davidović (1919–1920)
- Stojan Protić (1920)
- Milenko Vesnić (1920–1921)
- Nikola Pašić (1921–1924)
- Ljubomir Davidović (1924)
- Nikola Pašić (1924–1926)
- Nikola Uzunović (1926–1927)
- Velimir Vukićević (1927–1928)
- Anton Korošec (1928–1929)
- Petar Živković (1929–1932)
- Vojislav Marinković (1932)
- Milan Srškić (1932–1934)
- Nikola Uzunović (1934)
- Bogoljub Jevtić (1934–1935)

- Milan Stojadinović (1935–1939)
- Dragiša Cvetković (1939–1941)
- Dušan Simović (1941)

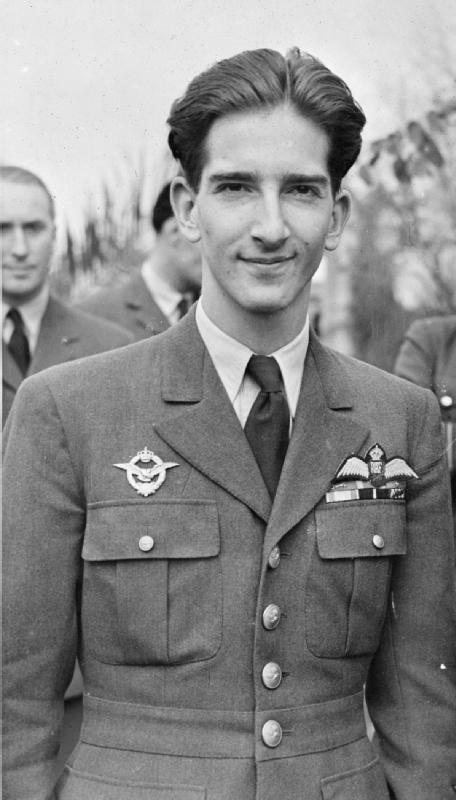
II. Péter király

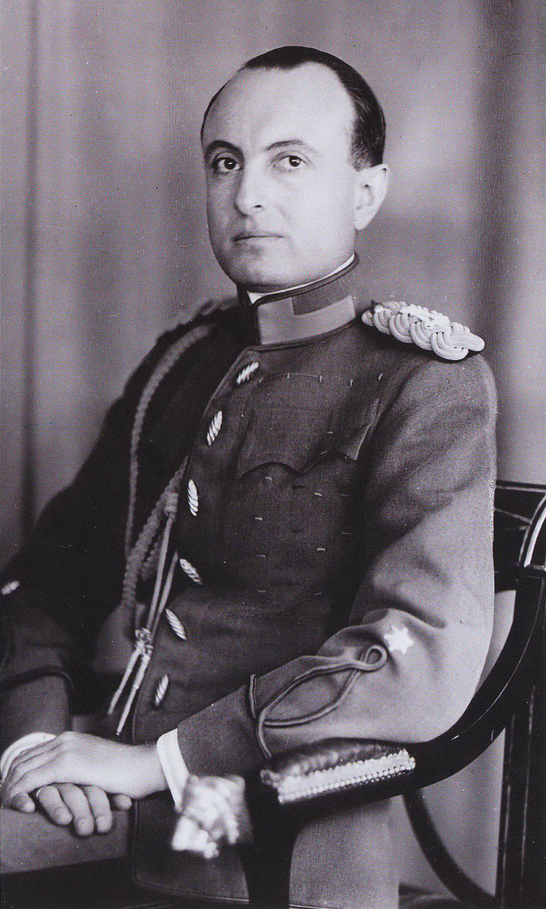
Pál régensherceg

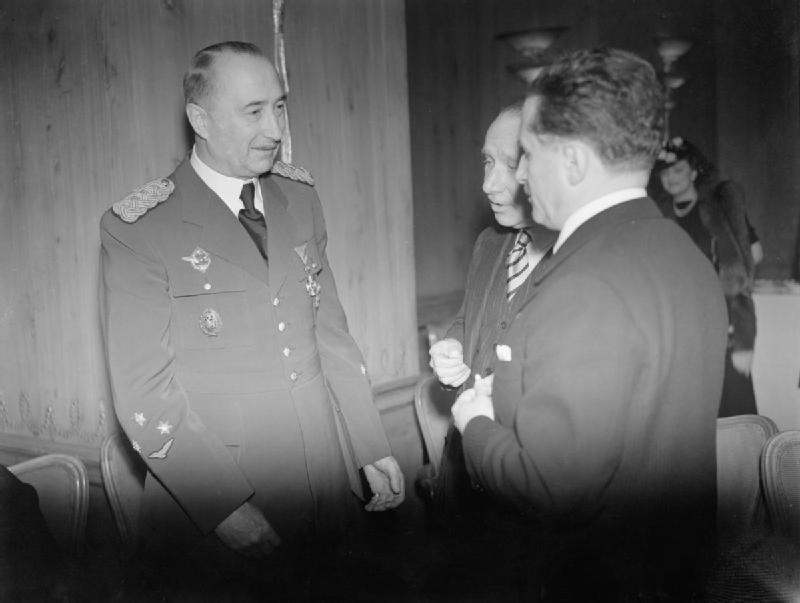
Dušan Simović miniszterelnök Londonban

Az ország menekült kormányának miniszterelnökei
- Dušan Simović 1941. április 12/13. – 1942. január 12.
- Slobodan Jovanović 1942. január 12. – 1943. június 26.
- Miloš Trifunović 1943. június 26. – 1943. augusztus 10.
- Božidar Purić 1943. augusztus 10. – 1944. július 8.
- Ivan Šubašić 1944. július 8. – 1945. január 30.
- Drago Marušić 1945. január 30. – 1945. május 7.